# Nikolaj Roemjantsev

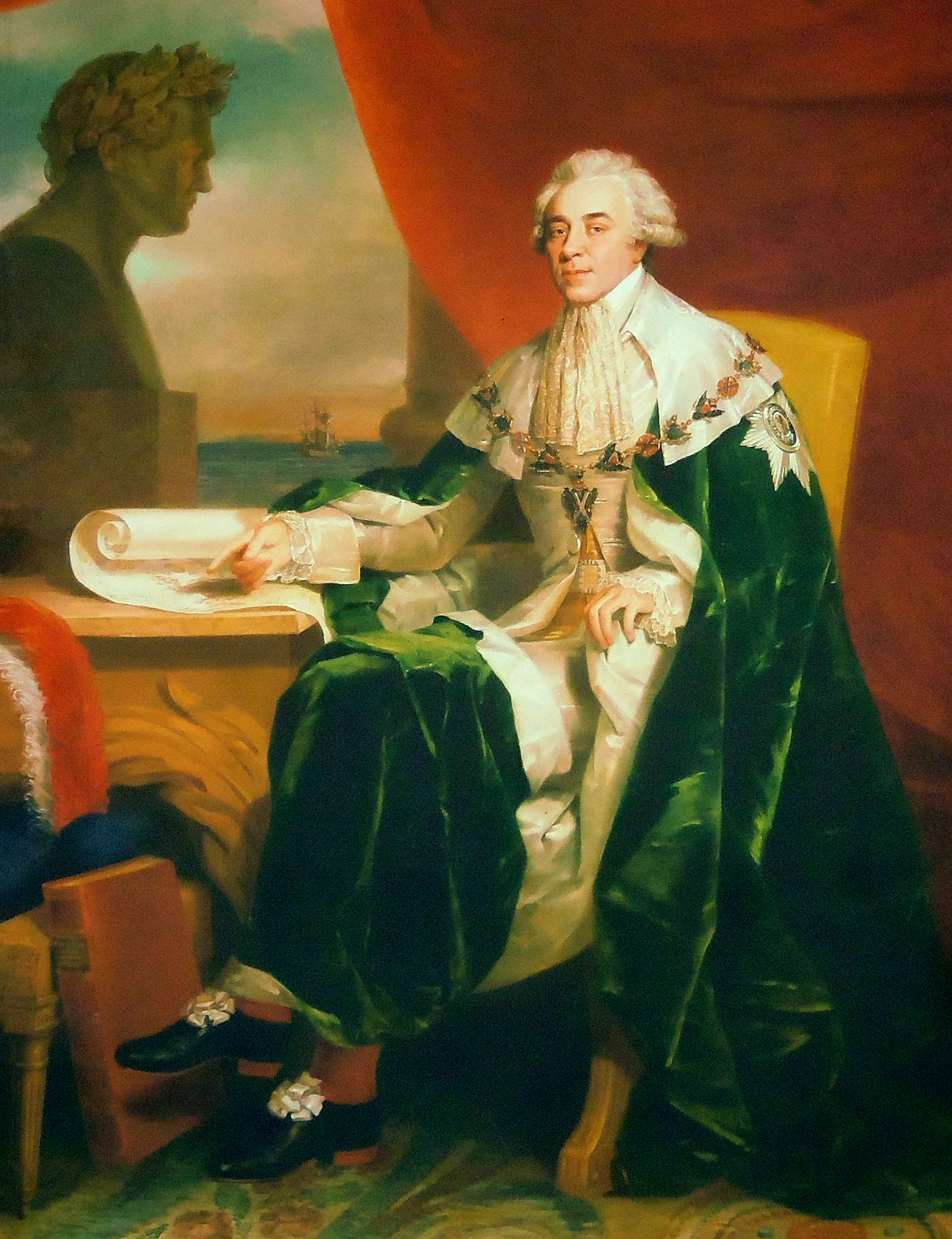
Nikolaj Roemjantsev, door George Dawe.

Graaf Nikolaj Petrovitsj Roemjantsev (Russisch:Никола́й Петро́вич Румя́нцев; Sint-Petersburg, 3 april 1754 – 3 januari 1826) was een Russisch minister van Buitenlandse Zaken en kanselier in het keizerrijk Rusland tijdens de Veldtocht van Napoleon naar Rusland (1808–12). Hij was de zoon van veldmaarschalk Pjotr Roemjantsev.